# Cristóvão da Baviera
Cristóvão da Baviera (Neumarkt in der Oberpfalz, 26 de fevereiro de 1418 – Helsingborg, 5 de janeiro de 1448) foi monarca da União de Kalmar de 1441 a 1448, tendo sido rei da Dinamarca como Christoffer af Bayern (1440-1448), rei da Suécia como Kristofer av Bayern (1440-1448), e rei da Noruega como Kristoffer av Bayern (1442-1448).

Era filho do nobre alemão João do Palatinado-Neumarkt e sua esposa, a princesa Catarina da Pomerânia, sendo portanto sobrinho de Érico da Pomerânia. Ficou conhecido por ter aceitado a autonomia governativa dos 3 Estados membros da União de Kalmar.
O Conselho Real da Dinamarca ofereceu a coroa da União de Kalmar em 1438 a Cristóvão, então com 22 anos. Cristóvão aumentou o poder central, paralelamente com um certo respeito pelas autonomias dos três reinos da união, e passou muitos períodos na Suécia. 
Conduziu uma política cautelosa tanto face à Liga Hanseática como face às populações locais. Em 1441 derrotou uma rebelião campesina na Dinamarca, e em 1442 decretou uma lei nacional da Suécia - conhecida como Lei Nacional de Cristóvão - que vigorou até 1734. Em 1446 tentou sem êxito afastar o ex-rei Érico da ilha da Gotlândia, onde este se dedicava à pirataria sobre a Liga Hanseática. Faleceu em 1448 em Helsingborg. 